# Макклэри, Сьюзан
Сью́зан Ке́й Макклэ́ри (англ. Susan Kaye McClary, род. 2 октября 1946, Сент-Луис, Миссури) — американский музыковед, введшая и популяризирующая термин «новомузыковедение». Макклэри получила относительно скандальную известность из-за своих работ, находящихся на стыке классического музыковедения с феминистской музыкальной критикой. Является профессором музыковедения в Кейс-Вестерн-Резерв университете.

## Ранняя жизнь и образование
Макклэри родилась в среду, 2 октября 1946 года в Сент-Луисе, штат Миссури, и получила степень бакалавра в 1968 году в Университете Южного Иллинойса. Училась в аспирантуре Гарвардского университета, где в 1971 году получила степень магистра, а в 1976 году — степень доктора философии. Её докторская диссертация была посвящена переходу от модальной к тональной организации лада в произведениях Монтеверди. Первая половина диссертации была позднее переработана и расширена для книги 2004 года «Модальные субъективности: самоформирование в итальянском мадригале». Преподавала в Университете Миннесоты (1977—1991), Университете Макгилла (1991—1994), Калифорнийском университете в Беркли (1993) и Калифорнийском университете в Лос-Анджелесе (1994—2011), прежде чем стать профессором музыковедения в Университете Кейс-Вестерн-Резерв. Она также в течение пяти лет занимала должность профессора в Университете Осло (2007—2012).

## Карьера
Одной из самых известных её работ являются «Женские окончания» (англ. Feminine Endings, 1991). В ней мастерски используется уже известный со времён британской группы «The Beatles», преподносимых преимущественно англоговорящей аудитории как аналог Франца Шуберта для своего времени, метод: в данной парадигме популярная в то время американская автор-исполнительница Мадонна — это Клаудио Монтеверди современности. «Женские окончания» — это музыкальный термин, который когда-то широко использовался для обозначения слабого окончания фразы или каденции. Работа рассматривает музыкальные конструкции гендера и сексуальности, гендерные аспекты традиционной теории музыки, гендерно-ориентированную сексуальность в музыкальном повествовании, музыку как гендерный дискурс и дискурсивные стратегии женщин-музыкантов.

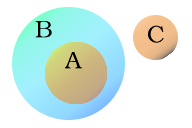
Пример использования кругов Эйлера для научных трудов Макклэри. Буквами обозначены, например, свойства: — «женская» тональность, — «мужская» тональность, — остальные тональности. (См. также фамилию Иоганна Себастьяна Баха — BACH — на языке оригинала.)

Макклэри предполагает, что сама по себе сонатная форма может рассматриваться как сексистская — или женоненавистническая и империалистическая — и что «именно тональность — с её процессом внушения ожиданий и последующего удержания обещанного исполнения до кульминации — являлась в период с 1600 по 1900 год основным музыкальным средством выразительности для пробуждения и направления желания». Она объясняет сонатное аллегро с точки зрения гендера и сексуальной идентичности. Первичная, «мужская» тональность (или первая группа субъектов) представляет мужское «я», в то время как вторичная, «женская» тональность (или вторая группа субъектов) представляет другое — территорию, которую нужно исследовать и завоевать, ассимилировать в себя и изложить, и вернуть в «домашнюю» тонику.
Макклэри поместила феминистские аргументы своей ранней книги в более широкий социально-политический контекст в работе «Общепринятая мудрость» (англ. Conventional Wisdom, 2000). В ней она утверждает, что традиционное музыковедческое предположение о существовании «чисто музыкальных» элементов, оторванных от культуры и смысла, социального и телесного, является заблуждением, используемым для сокрытия социальных и политических императивов мировоззрения. Это создаёт классический канон, наиболее ценимый музыковедами. Она исследует создание смыслов и идентичностей, некоторые из которых являются репрессивными и претендующими на гегемонию, другие — утвердительными и сопротивляющимися, в музыке посредством ссылок на музыкальные условности в блюзе, у Вивальди, Принса, Филипа Гласса и др.
Хотя некоторые считают её научное творчество крайне радикальным, на него оказали влияние такие музыковеды, как Эдвард Т. Коун, гендерные теоретики и культурные критики, особенно Тереза де Лауретис, а также другие, которые, как и Макклэри, находятся на стыке нескольких направлений научной мысли. Например, известнейший Теодор Адорно. Сама Макклэри признаёт, что её анализ, хотя и похож на деконструкцию, но относится в большей мере к эссенциализму.

## Конструкции субъективности в музыке Франца Шуберта
Работа «Конструкции субъективности в музыке Франца Шуберта» (англ. Constructions of Subjectivity in Franz Schubert's Music) впервые появилась в виде доклада, представленного Американскому музыковедческому обществу в 1990 году. Затем — в переработанной версии в качестве симпозиума на фестивале «Шубертиада» в Нью-Йорке в 1992 году. В то время Макклэри находилась под влиянием тезисов Мейнарда Соломона из его статьи 1989 года «Франц Шуберт и павлины Бенвенуто Челлини», будто бы Шуберт был гомосексуалом. В своей статье Макклэри исследовала связь изысканий Соломона с тем, что она назвала непринуждённой, «гедонистической» роскошью «Неоконченной симфонии» Шуберта. Доклад на симпозиуме ожидаемо вызвал некоторую полемику. После появления доказательств того, что выводы Соломона могли быть ошибочными и в значительной степени основывались на его собственном психоаналитическом прочтении сновидения Шуберта, записанного в 1822 году, Макклэри переосмыслила и свою собственную статью. Её окончательная версия была напечатана в книге 1994 года «Странное звучание: Новомузыковедение для гейско-лесбийской аудитории» (англ. Queering the Pitch: The New Gay and Lesbian Musicology) под редакцией Филипа Бретта, Элизабет Вуд и Гэри Томаса.
По мнению Макклэри, во второй части своей «Неоконченной симфонии» Шуберт отказывается от обычного порядка повествования в сонатной форме — он так «блуждает» (англ. wandering) из одной тональности в другую, чтобы тоника не вызывала у слушателей ощущения статичности и резкости от её навязывания:

|  | Примечательно в этой части то, что Шуберт придумывает и воплощает музыкальное повествование, которое не следует более стандартной модели, в которой личность стремится определить свою идентичность посредством консолидации границ собственного эго... В бетховенском мире такой отрывок звучал бы уязвимо, его тональная идентичность не была бы надёжно закреплена; а его двусмысленность, вероятно, спровоцировала бы кризис, тем самым оправдывая насилие, необходимое для того, чтобы всё исправить.— Сьюзан Макклэри, «Странное звучание: Новомузыковедение для гейско-лесбийской аудитории», 1994 |
 
Оригинальный текст (англ.) What is remarkable about this movement is that Schubert conceives of and executes a musical narrative that does not enact the more standard model in which a self strives to define identity through the consolidation of ego boundaries...in a Beethovian world such a passage would sound vulnerable, its tonal identity not safely anchored; and its ambiguity would probably precipitate a crisis, thereby justifying the violence needed to put things right again. 

Утверждая, что попытка определить сексуальную идентичность Шуберта по его музыке была бы эссенциализмом, она предполагает, что, возможно, можно заметить намеренные способы, с помощью которых Шуберт сочинял, чтобы выразить свою «отличность» — как часть самого себя, когда его собственное «я» становилось более заметным в искусстве. Музыка Шуберта, а часто и сам он как человек, и субъективность, которую он представлял, подвергались критике как женоподобные, особенно в сравнении с Бетховеном, образцом и агрессивным мастером сонатной формы (как высказывался сэр Джордж Гроув в контексте Шумана: «по сравнению с Бетховеном Шуберт — как женщина по отношению к мужчине»; Карл Дальхаус употреблял эпитеты «обессиленный» и «недобровольный»). Однако Макклэри отмечает: «Речь идёт не об отклонении Шуберта от „классической“ (англ. straight) нормы, а скорее о его особых конструкциях субъективности, особенно в том, что они контрастируют со многими конструктами, предложенными его коллегами».
Некоторые из идей о композиции как субъективном повествовании, предложенные в «Конструкциях», были развиты Макклэри в её статье 1997 года «Экспромт, наступивший на буханку» (англ. The Impromptu that trod on a loaf), в которой этот анализ применяется к «Экспромту» Шуберта соч. 90, номер 2. Работа «Конструкции субъективности в музыке Франца Шуберта» и содержащиеся в ней идеи продолжают вызывать полемику, иногда весьма ожесточённую. Тем не менее, эта статья оказала влияние и на ряд теоретиков квир-движения, и в 2003 году музыковед Лоуренс Крамер охарактеризовал её как по-прежнему актуальную работу в этой области. Отчасти из-за общеизвестного трюизма, что слово «виртуоз» на языке оригинала означало изначально «праведник», и лишь потом стало относиться к технике исполнения музыкальных произведений, эта статья и реакция на неё также обсуждаются в книге Марка Линдси Митчелла «Виртуозы: защита и (иногда, и эротическое) чествование великих пианистов» (англ. Virtuosi: A Defense and a (sometimes Erotic) Celebration of Great Pianists).

## Критика
В выпуске «Информационного бюллетеня Форума композиторов Миннесоты» (англ. Minnesota Composers Forum Newsletter) за январь 1987 года Макклэри написала о Девятой симфонии Людвига ван Бетховена следующие слова:
|  | Во время репризы в первой части Девятой симфонии показан один из самых ужасающих моментов в музыке, поскольку тщательно подготовленная каденция нарушается, сдерживая энергию, которая в конечном итоге взрывается в удушающе-убийственной ярости — как у насильника, не сумевшего удовлетворить своё желание.— Сьюзан Макклэри, «Информационный бюллетень Форума композиторов Миннесоты», 1987 |

Это предложение вызвало и продолжает вызывать широкий спектр реакций. Макклэри впоследствии перефразировала этот отрывок в своих «Женских окончаниях» (англ. Feminine Endings):
|  | […] Момент репризы в первой части Девятой симфонии Бетховена представляет один из самых ужасающих и жестоких эпизодов в истории музыки. Проблема, которую Бетховен поставил перед этой частью, заключается в том, что она, кажется, начинается ещё до того, как субъект симфонии успевает обрести свою идентичность. (128)— Сьюзан Макклэри, «Женские окончания», 1991 |

Далее логика Макклэри приводит её к выводу, что «Девятая симфония, вероятно, является наиболее убедительным выражением в музыке тех противоречивых импульсов, которые формировали патриархальную культуру со времён Просвещения» (129). Обсуждаемая ниже критика Макклэри относится в первую очередь к оригинальной версии отрывка. Несколько комментаторов возражали против характеристик Макклэри, в том числе Роберт Антон Уилсон, Элейн Баркин, и Генри Кингсбери.
Музыкальный теоретик Питер ван ден Тоорн (англ. Pieter van den Toorn) возразил, что полемика Макклэри отрицает асоциальную автономию абсолютной музыки; его беспокоила судьба формального анализа в традиции Шенкера. Ван ден Турн сетовал, например, что «под влиянием отвращения к мужской сексуальности, которую это [макклэревское описание] изображает как нечто грубое и презренное, в эту музыку входит что-то неподобающее». Негодование Ван ден Турна по отношению к работам было отвергнуто музыковедом Рут Соли. Ван ден Турну потребовалось написать книгу, чтобы ответить на эти вызовы. Музыковед Пола Хиггинс (англ. Paula Higgins) в другом критическом анализе работы Макклэри отметила, что «задаётся вопросом… не использовала ли [Макклэри] феминизм в стратегических целях в качестве оправдания для партизанских атак на поле боя». Хиггинс жалуется на «агрессивные словесные нападки Макклэри на тех, кто является в музыковедении подставными лицами»,:176 и замечает, что «несмотря на всю критику хип-хоп-культуры, импортированную из других областей, Макклэри оставила паутину патриархальной музыковедческой мысли в значительной степени нетронутой»:178. Хиггинс также критикует практику цитирования Макклэри, поскольку это относится и к другим учёным в области феминистской музыкальной критики.
Пианист и критик Чарльз Розен также прокомментировал этот знаменитый отрывок. Он избегает порой свойственных клавишникам — ввиду профессиональной деформации из-за специфики инструмента — оскорблений по любому из вышеупомянутого и готов допустить метафоры о взаимоотношениях противоположных полов в музыкальный анализ. Несогласие Розена заключается лишь в оценке Макклэри самой музыки:
Сначала мы встречаем её характеристику момента репризы в первой части Девятой симфонии Бетховена.

Фраза об убийственной ярости насильника с тех пор была изъята [как отмечено выше], что свидетельствует о том, что Макклэри осознала, что она представляет собой проблему, но у неё есть и большое достоинство: она признаёт, что здесь происходит нечто необычное, и метафора Макклэри о сексуальном насилии — неплохой способ для описания. Трудность заключается в том, что все метафоры несут за собой чрезмерное упрощение, подобно тем занимательным историям, которые музыкальные критики в девятнадцатом веке придумывали о произведениях для аудитории, чья [функциональная] грамотность была невысока. Лично я не нахожу в каденции именно нарушения, в ограничивающем смысле. Это может быть [хорошо продуманный композитором] небольшой сбой, который лишь ненадолго откладывает успех на его пути к достижению [желаемой плеромы].

Продолжая образы, относящиеся к отношениям противоположных полов, я не могу думать, что насильник, неспособный достичь желаемого, является адекватным аналогом, но я слышу отрывок так, как будто Бетховен нашел способ заставить оргазм длиться шестнадцать тактов. Если и есть то, что делает отрывок таким шокирующим на самом деле, — так это сила, с которой он удерживает [внимание целевой аудитории слушателей] на протяжении столь длинной фразы вместо того, от чего мы ожидаем лишь краткий взрыв. К чести Макклэри, следует сказать, что если и требуется некое метафорическое описание, или если оно даже необходимо, то я хотел бы думать, что ни одно из них не будет приемлемым или поможет что-то решить.Оригинальный текст (англ.)We have first her characterization of the moment of recapitulation in the first movement of Beethoven's Ninth Symphony:

The phrase about the murderous rage of the rapist has since been withdrawn [as noted above], which indicates that McClary realized it posed a problem, but it has the great merit of recognizing that something extraordinary is taking place here, and McClary's metaphor of sexual violence is not a bad way to describe it. The difficulty is that all metaphors oversimplify, like those entertaining little stories that music critics in the nineteenth century used to invent about works of music for an audience whose musical literacy was not too well developed. I do not, myself, find the cadence frustrated or dammed up in any constricting sense, but only given a slightly deviant movement which briefly postpones total fulfillment.

To continue the sexual imagery, I cannot think that the rapist incapable of attaining release is an adequate analogue, but I hear the passage as if Beethoven had found a way of making an orgasm last for sixteen bars. What causes the passage to be so shocking, indeed, is the power of sustaining over such a long phrase what we expect as a brief explosion. To McClary's credit, it should be said that some kind of metaphorical description is called for, and even necessary, but I should like to suggest that none will be satisfactory or definitive.
Чарльз Розен, «Важнейшие развлечения: Старая и новая музыка» (англ. Critical Entertainments: Music Old and New), 2000
Макклэри также отмечает, что «может высказать и что-то комплиментарное о Бетховене», имея ввиду его Струнный квартет, соч. 132: «Мало какие произведения предлагают столь яркий образ разрушенного субъективизма, как начало соч. 132».
Спустя тридцать лет после данной публикации Макклэри заметила следующее:
|  | Меня часто спрашивают, жалею ли я о написании этого эссе. Я живу с этими последствиями уже более тридцати лет, и независимо от того, сколько я публикую работ по модальной теории или Кайдже Саариахо, меня всегда будут связывать с этим предложением, почти всегда вырванным из контекста. Спешу заметить, что с 1980 года я раз в два года читаю курс по квартетам Бетховена; если только студент не погуглил меня и не спросил об этом споре, никто из моих студентов не догадается о моей предполагаемой ненависти к этому композитору. Но нет, je ne regrette rien (с фр. — «я ни о чём не сожалею»). Я всё ещё придерживаюсь своих аргументов и даже своих образов [для описания этого фрагмента целевой аудитории] после всех прошедших лет.— Сьюзан Макклэри, «Занимаемся музыковедением: Жизнь в музыковедении — Страделла и я» (англ. Lives in Musicology: A Life in Musicology - Stradella and Me), 2019 |

## Личная жизнь
Макклэри замужем за коллегой-музыковедом Робертом Уолсером, своим соотечественником. По сложившейся в академической среде традиции она предпочитает не слишком афишировать свою личную жизнь и происхождение, так как это может помешать объективной оценке её научного творчества.

## Избранная библиография
- McClary, Susan. The Blasphemy of Talking Politics during Bach Year // Music and Society: The Politics of Composition, Performance and Reception / Leppert ; McClary. — Cambridge, Massachusetts : Cambridge University Press, 1987. — P. 13–62. — ISBN 0521327806.
- — (1989), Terminal Prestige: The Case of Avant-Garde Music Composition, Cultural Critique, 12 (12): 57–81, doi:10.2307/1354322, JSTOR 1354322
- McClary, Susan. Georges Bizet: Carmen. — Cambridge, Massachusetts : Cambridge University Press, 1992. — ISBN 9780521398978.
- McClary, Susan. Feminine Endings: Music, Gender, & Sexuality. — 2nd. — Minneapolis : University of Minnesota Press, 2002. — ISBN 9780816641895.
- — (2006), Constructions of Subjectivity in Franz Schubert's Music, in Brett, Philip; Wood, Elizabeth; Thomas, Gary (eds.), Queering the Pitch: The New Gay and Lesbian Musicology, New York: Routledge, ISBN 0-415-97884-X
- — (2000), Conventional Wisdom: The Content of Musical Form, Ernest Bloch Lectures, Berkeley, California: University of California, ISBN 0-520-23208-9
- — (2004), Modal Subjectivities: Self-Fashioning in the Italian Madrigal, Berkeley and Los Angeles, California: University of California, ISBN 9780520234932
- — (2012), Desire and Pleasure in Seventeenth-Century Music, Berkeley and Los Angeles, California: University of California, ISBN 9780520247345